# نمت ثيزانس
نمت ثيزانس أو نمت الشاي أو ساجريتيا ثيزانس (الاسم العلمي: Sageretia thea) هي شجيرة من الفصيلة النبقية، موطنها جنوب الصين. تُستخدم على نطاق واسع في فن البونساي.

## الوصف
يمكن أن تصل إلى ارتفاع يتراوح من 1 إلى 3 أمتار، وأوراقها الخضراء الصغيرة يتراوح طولها بين 1.5 و 4 سم.
ثمارها صالحة للأكل، وهي عبارة عن حبة صغيرة طولها 1 سم.